# Турнир Фратернитад 1982
Клубный кубок UNCAF 1982 — 12-й розыгрыш футбольного турнира под названием Турнир Фратернитад. Турнир вновь был сыгран на выбывание, однако на сей раз полностью «классически» - с двумя финалистами. Число участников было сокращено до восьми, они вновь представляли три государства — Гватемала, Гондурас и Сальвадор, вновь не участвовали клубы из Коста-Рики. Трофей впервые завоевал гондурасский клуб «Реал Эспанья», также впервые Кубок третий год подряд попал в одну страну.

## Участники
1. Комуникасьонес - чемпион Гватемалы сезона 1981.
2. Шелаху - 2-е место в чемпионате Гватемалы сезона 1981.
3. Вида - чемпион Гондураса сезона 1981.
4. Атлетико Морасан - финалист в чемпионате Гондураса сезона 1981.
5. Марафон - 3-е место в чемпионате Гондураса сезона 1981.
6. Реал Эспанья - 6-е место в чемпионате Гондураса сезона 1981.
7. ФАС - чемпион Сальвадора сезона 1981.
8. Ювентуд Индепендьенте - 2-е место в чемпионате Сальвадора сезона 1981.

## Четвертьфиналы
| Команда 1    | Итог | Команда 2             | 1-й матч | 2-й матч |
| ------------ | ---- | --------------------- | -------- | -------- |
| ФАС          | 3:2  | Атлетико Морасан      | 0:0      | 3:2      |
| Вида         | 3:1  | Ювентуд Индепендьенте | 2:1      | 1:0      |
| Шелаху       | 3:1  | Марафон               | 2:0      | 1:1      |
| Реал Эспанья | 3:2  | Комуникасьонес        | 1:2      | 2:0      |

## Полуфиналы
| Команда 1    | Итог | Команда 2 | 1-й матч | 2-й матч |
| ------------ | ---- | --------- | -------- | -------- |
| Реал Эспанья | 3:1  | ФАС       | 3:0      | 0:1      |
| Вида         | 0:2  | Шелаху    | 0:0      | 0:2      |

## Финал
|              | \| Реал Эспанья \| 2-1 \| Шелаху \| |        |
| Реал Эспанья | 2-1                                 | Шелаху |

|        | \| Шелаху \| 0-0 \| Реал Эспанья \| |              |
| Шелаху | 0-0                                 | Реал Эспанья |

## Чемпион
| Победитель Клубного кубка UNCAF 1982 |
| ------------------------------------ |
| Реал Эспанья 1-й титул               |